# 誰のために愛するか
『誰のために愛するか』（だれのためにあいするか）は、曽野綾子のエッセイ集である。

## 概要
1970年に青春出版社にて刊行し、その後文庫版の角川書店、文藝春秋を経て2005年に祥伝社の新書版として復刊した。
映画版は1971年4月1日に公開され、テレビドラマでは1974年4月4日から同年7月11日までNET（現・テレビ朝日）で放送されていた。
映画版は東宝製作・配給、テレビドラマ版は東映の制作で、両作品は登場人物、ストーリー共に異なっている。本項では両者について述べる。

## 映画版

### 内容
銀行員の宮井朋子は、課長から紹介される形で出会ったエリート社員の高木隆一郎に交際を申し込まれる。朋子は正月に帰郷先の甲府で幼馴染みで既に妻子持ちの元木敬介と再会。朋子の様々な愛の悩みや苦しみ等を描いていく。

### スタッフ
- 製作: 坂上静翁、金子正且
- 監督: 出目昌伸
- 脚本: 鎌田敏夫
- 潤色: 井手俊郎
- 音楽: 池野成
- 撮影: 原一民
- 照明: 小島正七
- 美術: 村木与四郎
- 録音: 吉沢昭一
- 編集: 武田うめ

### キャスト
- 宮井朋子: 酒井和歌子
- 元木敬介: 加山雄三
- 宮井君代: 森光子
- 宮井章造: 細川俊夫
- 坂口祥子: 赤座美代子
- 高木隆一郎: 佐々木勝彦
- 高木隆吉: 今福正雄
- 元木正子: 中畑道子
- 元木恵子: 徳永礼子
- 明男: 真樹渉
- 元木紀子: 結城美栄子

### 受賞歴
- 三浦賞（原一民）

## テレビドラマ版
放送時間は毎週木曜日20:00 - 20:55。本作は朝倉家の異母姉妹を中心とし、愛の悩み、苦しみなどを経験して真の愛に至るという物語となっている。オープニングは作者の曽野綾子自身のナレーションを乗せ、曽野の自筆による「愛する人のために死ねるかどうか、それは踏み絵のようなもの」という内容の「愛の定義」を画面に映し、その後、子犬が人のいないビル街を歩いているという映像であった。
なお、本作は当初24話を予定していたが、最低視聴率2.6%を記録したために短縮され、13話で終了した。

### スタッフ
- プロデューサー: 小澤英輔（NET）、佐伯明（東映）、七條敬三（東映）
- 構成: 山田信夫
- 脚本: 山田信夫、重森孝子、尾中洋一
- 監督: 真船禎、内藤誠、吉川一義、今村農夫也
- 助監督: 服部和史 他
- 音楽: 菊池俊輔
- 音楽制作: あんだんて
- 主題歌: 「誰のために愛するか」
作詞・山口洋子、作曲・坂田晃一、歌・朝倉理恵（CBSソニー）
- 挿入歌: 西岡恭蔵
- ナレーション: 曽野綾子
- 制作: NET、東映

### キャスト
- 朝倉志麻: 島田陽子
  - （朝倉家長女、精神病理学専攻のインターン）
- 藤原裕一郎: 岡田裕介
- 朝倉羊子: 中島真智子 （朝倉家次女）
- 朝倉太郎: 山田隆夫
  - （朝倉家長男。演じる山田と同じように、落語好きというキャラクター。）
- 柿田幸司: 森本レオ
- 黒川透: 信実恭介
- 瀬戸内爽: 秋吉久美子
  - （羊子の友人で、恭三と同棲。のち、料亭「結城」の女中となる）
- 山口恭三: 関川昇 （盲目の歌手）
- 原田清: 宗近晴見
- 浅井理子: 清水理絵
- 村松かおる: 桃井かおり
  - （記憶喪失症患者。第2話で、志麻が家に連れて帰って一緒に暮らし始めるようになる。）
- 桂子: 市原悦子 （料亭「結城」の女将）
- 丹沢: 高津住男 （桂子の夫）
- 上村教授: 中村伸郎 （志麻の病院の教授）
- 久米明
- 太古八郎
- 松下昌司
- 町田政則
- 吉田守
- 守山竜二
- 佐藤友美
- ふで: 初井言榮
- 堀陶子: 川口敦子
  - （志麻がインターンの実習で担当した入院の患者。第11話で、志麻の実母であったことが明らかになる）
- 朝倉信介: 佐藤慶 （画商を営む）

### サブタイトル
| 回数 | 放送日       | サブタイトル         | 脚本     | 監督       | ゲスト             |
| ---- | ------------ | -------------------- | -------- | ---------- | ------------------ |
| 1    | 1974年4月4日 | リボン・フラワーの家 | 山田信夫 | 真船禎     |                    |
| 2    | 4月11日      | 光りある風           | 尾中洋一 | 真船禎     |                    |
| 3    | 4月18日      | ただひとつの唄       |          |            |                    |
| 4    | 4月25日      | 梅の実二つ           | 重森孝子 | 内藤誠     |                    |
| 5    | 5月9日       | 五月になれば         |          | 内藤誠     |                    |
| 6    | 5月16日      | 雨やどり             |          | 吉川一義   |                    |
| 7    | 5月23日      | 草の唄               | 尾中洋一 | 今村農夫也 |                    |
| 8    | 6月6日       | ふたりの海           |          | 吉川一義   | 左幸子、海援隊     |
| 9    | 6月13日      | 旅立ち               | 重森孝子 | 内藤誠     | 加藤嘉             |
| 10   | 6月20日      | 赤い月見草           | 重森孝子 | 内藤誠     | 内田朝雄、幾野道子 |
| 11   | 6月27日      | 古きかなしみ         | 尾中洋一 | 今村農夫也 | 福田妙子           |
| 12   | 7月4日       | 白い道               | 重森孝子 | 今村農夫也 |                    |
| 13   | 7月13日      | 海からの贈物         | 重森孝子 | 今村農夫也 |                    |

| NETテレビ 木曜20:00 - 20:55 枠                  | NETテレビ 木曜20:00 - 20:55 枠              | NETテレビ 木曜20:00 - 20:55 枠 |
| 前番組                                          | 番組名                                      | 次番組                         |
| ----------------------------------------------- | ------------------------------------------- | ------------------------------ |
| いただき勘兵衛旅を行く （ここまで木曜時代劇枠） | 誰のために愛するか （1974年4月～1974年7月） | サイボーグ危機一髪             |